# Silangge
Silangge is een bestuurslaag in het regentschap Padang Lawas Utara van de provincie Noord-Sumatra, Indonesië. Silangge telt 59 inwoners (volkstelling 2010).